# Crambe abyssinica
Crambe abyssinica és una espècie de planta oleaginosa nativa de la conca del Mediterrani. A més de com a biocombustible es fa servir com a lubricant industrial, com inhibidor de la corrosió, i com un ingredient en la fabricació de goma sintètica. Pot ser usat també com surfactant i en agents de cobertora.